# Die Alamannen
Die Alamannen ist der Name einer großen Landesausstellung, die 1997 und 1998 in drei Städten Deutschlands und der Schweiz durchgeführt wurde. Gegenstand war das Volk der Alemannen.

## Ausstellungskonzept
Anlass der Ausstellung war die 1996/97 1500 Jahre zurückliegende Schlacht bei Zülpich, in der die Alemannen von den Franken geschlagen wurden und weitestgehend ihre Selbstständigkeit sowie einen nennenswerten Teil ihres Landes verloren. Erste Anläufe zur Ausstellung gab es schon Mitte der 1970er Jahre. Am 21. September 1976 beschloss der Ministerrat des Landes Baden-Württemberg eine Ausstellung „Alamannen und Franken in Baden-Württemberg“ zu finanzieren. Doch bekam 1977 die Ausstellung „Die Zeit der Staufer. Geschichte, Kunst, Kultur“ den Vorzug und man zog das Jahr 1980 in Betracht. In dieser Zeit erarbeitete Siegfried Junghans, zu dieser Zeit Direktor des Württembergischen Landesmuseums, ein erstes Ausstellungskonzept. Doch verhinderten dessen Pensionierung sowie weitere Ausstellungen zunächst das Konzept zu verfolgen. Erst Anfang der 1990er Jahre wurde die Idee wieder aufgegriffen.
Die Ausstellung umfasste einen Zeitraum von etwa 500 Jahren, von der Aufgabe des obergermanischen und rätischen Limes durch die Römer in den Jahren zwischen 260 und 270 bis zum Jahr 746, als die alemannische Macht von den Franken gebrochen wurde. Dabei präsentierte die Ausstellung den aktuellen Forschungsstand der Zeit. Es wurden herausragende, zum Teil einmalige Funde präsentiert. Der Ausstellungsname „Die Alamannen“ zeigt den archäologischen Charakter der Ausstellung, da Philologen und Historiker eher den germanistisch geprägten Namen Alemannen nutzen. Dennoch nutzt die Ausstellung auch die Erkenntnisse der Sprach- und Geschichtswissenschaft. Das wird vor allem im weit über 500 Seiten umfassenden umfangreichen Kataloghandbuch deutlich, das im Konrad Theiss Verlag in Stuttgart erschien.

## Durchführung
Die Ausstellung hatte mehr als 100 Leihgeber, darunter das Limesmuseum Aalen, das Römische Museum der Stadt Augsburg, das Römermuseum Augst, das Museum für Vor- und Frühgeschichte Berlin, das Rheinische Landesmuseum Bonn, das Mährische Landesmuseum Brünn, das Hessische Landesmuseum Darmstadt, Kurpfälzische Museum, das Römisch-Germanische Museum in Köln, das Petrie Museum of Egyptian Archaeology in London, die Prähistorische Staatssammlung in München, das Germanische Nationalmuseum in Nürnberg, das Ashmolean Museum in Oxford, das Diözesanmuseum Rottenburg, das Württembergische Landesmuseum in Stuttgart, das Mainfränkische Museum in Würzburg, das Schweizerische Landesmuseum in Zürich und mehrere Landesdenkmalämter. Hauptsponsoren waren die SüdwestLB, die Würth-Gruppe und die Kulturstiftung der Länder.
Die Schirmherrschaft der Ausstellung übernahmen der damalige Bundespräsident Roman Herzog und sein Schweizer Amtskollege Arnold Koller. Beide steuerten wie auch der Ministerpräsident Baden-Württembergs, Erwin Teufel und der Minister für Wissenschaft, Forschung und Kultur des Landes, Klaus von Trotha, Grußworte zum Katalog bei. Die Ausstellung fand vom 14. Juni 1997 bis 14. September 1997 im SüdwestLB-Forum in Stuttgart, vom 24. Oktober 1997 bis 25. Januar 1998 im Schweizerischen Landesmuseum Zürich und vom 6. Mai bis 7. Juni 1998 im Römischen Museum der Stadt Augsburg statt. Die Gesamtleitung hatten Dieter Planck und Barbara Theune-Großkopf inne. Theune-Großkopf und  Max Martin waren zudem für die Konzeptionierung verantwortlich. Der wissenschaftliche Beirat bestand aus Heidi Amrein, Gerhard Fingerlin, Andreas Furger-Gunti, Christel Bücker, Dieter Geuenich, Jörg Heiligmann, Max Martin, Helga Schach-Dörges, Gustav Schöck, Heiko Steuer, Ingo Stork, Rotraut Wolf, Lothar Bakker und Ellen Riemer.